# Customs United FC
El Customs United FC (en tailandés: สโมสรฟุตบอลคัสตอม ยูไนเต็ด) es un equipo de fútbol de Tailandia que juega en la Liga 2 de Tailandia, la segunda división nacional.

## Historia
Fue fundado en el año 1998 en la provincia de Samut Prakan con el nombre Customs Departament FC por ser el equipo representante del departamento de Aduanas nacional. En 2007 logra el ascenso a la Liga de Tailandia por primera vez como campeón de grupo, pero terminó descendiendo de la primera división nacional tras una temporada.
Posteriormente en 2011 desciende a la tercera división, donde estuvo hasta 2015 pero con una reestructuración de ligas permaneció en el tercer nivel, logrando el ascenso a la segunda categoría en 2018.

## Logros
- Thai League 3 Lower Region (1): 2018
- Thailand Division 1 League (1): 2007
- Regional League Bangkok Area Division (1): 2015